# Ron Kovic
Ronald Lawrence Kovic (Ladysmith, 4 luglio 1946) è uno scrittore, attivista ed ex militare statunitense.
Arruolatosi volontario nei Marines degli Stati Uniti, partecipò alla guerra del Vietnam per due turni di servizio. Ferito alla schiena, rimase paralizzato perdendo l'uso delle gambe. Dopo questa esperienza, narrata nel libro autobiografico Nato il quattro luglio del 1976, da cui venne tratto l'omonimo film del 1989, si dedicò all'attivismo pacifista.

## Biografia

### La giovinezza e l'arruolamento nei Marines
Ronald Lawrence Kovic nasce il 4 luglio 1946 a Ladysmith, nel Wisconsin, da una famiglia di fede cattolica e di sentimenti patriottici, secondo di sei fratelli. Il padre Eli Thomas Kovic, commesso in un negozio di alimentari A&P, era di origini croate, mentre la madre Patricia Ann Lamb, casalinga, era invece di origini irlandesi. Eli conobbe Patricia mentre il primo prestava servizio nella Marina durante la seconda guerra mondiale, dopo che si arruolarono in conseguenza dell'attacco di Pearl Harbor avvenuto il 7 dicembre 1941.
Trascorre la maggior parte della sua giovinezza a Massapequa, nello stato di New York e, durante gli anni alla Massapequa High School, si appassiona a varie attività sportive tra cui il wrestling e il baseball. Nel settembre 1964, ispirato dal discorso di insediamento del presidente Lyndon B. Johnson, Kovic, poco dopo aver terminato le scuola superiore, si arruola volontario, all'età di 18 anni, nei Marines degli Stati Uniti, dove affronta un duro addestramento di dodici settimane al Deposito Reclute di Parris Island, nella Carolina del Sud.
Promosso con il grado di soldato scelto e diventato campione di push-up del battaglione, completa altre otto settimane di addestramento al combattimento avanzato presso il Reggimento Addestramento di Fanteria di Camp Lejeune, nella Carolina del Nord, dopodiché torna in congedo a Massapequa nel dicembre 1964, giusto in tempo per Natale. Alcune settimane dopo, Kovic viene trasferito a Norfolk, in Virginia, per un periodo di addestramento alle trasmissioni radio (compreso il Codice Morse) e viene assegnato al 2º Battaglione Artiglieria da Campo.

### La guerra del Vietnam e paralisi
Nel dicembre 1965, assegnato nella Compagnia H&S, 3º Battaglione, 7º Reggimento della 1ª Divisione Marine, Kovic si offre volontario per essere inviato in prima linea in Vietnam durante la guerra e nel giugno del 1966 viene inquadrato nel 2º Plotone della Compagnia Bravo del 1º Battaglione di Ricognizione Marine, dove prende parte ad un totale di ventidue operazioni contro l'Esercito Popolare Nordvietnamita. Decorato con la Medaglia di Encomio della Marina al valore, il 15 gennaio 1967 torna a casa dopo tredici mesi di servizio al fronte e viene collocato all'interno del 2º Stormo Aereo Marine di guarnigione a Cherry Point, nella Carolina del Nord.
Nell'ottobre di quell'anno, promosso con il rango di sergente e inquadrato nella Compagnia H&S, 1º Battaglione Trattori Anfibi della 3ª Divisione Marine, viene spedito per un secondo turno di combattimento nel Vietnam del Sud con l'incarico di comandante di pattuglia, dove, nel corso di un agguato nei pressi di un villaggio situato lungo il fiume Cua Viet, uccide accidentalmente un suo commilitone caporale. In un'altra occasione, Kovic e i marines, impegnati in un'operazione di ricognizione in un villaggio, ricevono l'ordine di sparare su civili che secondo i superiori nascondono dei fucili, ma si scopre drammaticamente che i vietnamiti, feriti gravemente dal fuoco dei statunitensi, sono in realtà disarmati.
Il 20 gennaio 1968, durante un pattugliamento con la sua squadra di ricognitori del battaglione nella zona demilitarizzata a nord del fiume Cua Viet, situata in prossimità del villaggio di My Loc, Kovic e i militari rimangono coinvolti in un combattimento ingaggiato dalle truppe nordvietnamite dell'803º Reggimento e da un battaglione Viet Cong, intenti a rastrellare il villaggio. Abbandonato dalla maggior parte del suo reparto, Kovic viene colpito da una pallottola 7,62 al piede sinistro, che gli strappa la parte posteriore del tallone, per poi essere raggiunto da un altro proiettile che gli attraversa la spalla destra, un polmone e infine la spina dorsale, lasciandolo paralizzato dalla vita in giù. Viene soccorso da un marine sotto il pesante fuoco nemico, trasportato a bordo di un anfibio Amtrac e in seguito ricoverato nella sala operatoria di un ospedale da campo. Dopo aver trascorso una settimana di terapia intensiva nel reparto di Đà Nẵng, viene ricoverato presso il St. Albans Naval Hospital del Queens e, per il suo servizio sul campo di battaglia e per le ferite, viene decorato con la Stella di Bronzo al valore e il Cuore Porpora.

### La vita civile e l'impegno pacifista

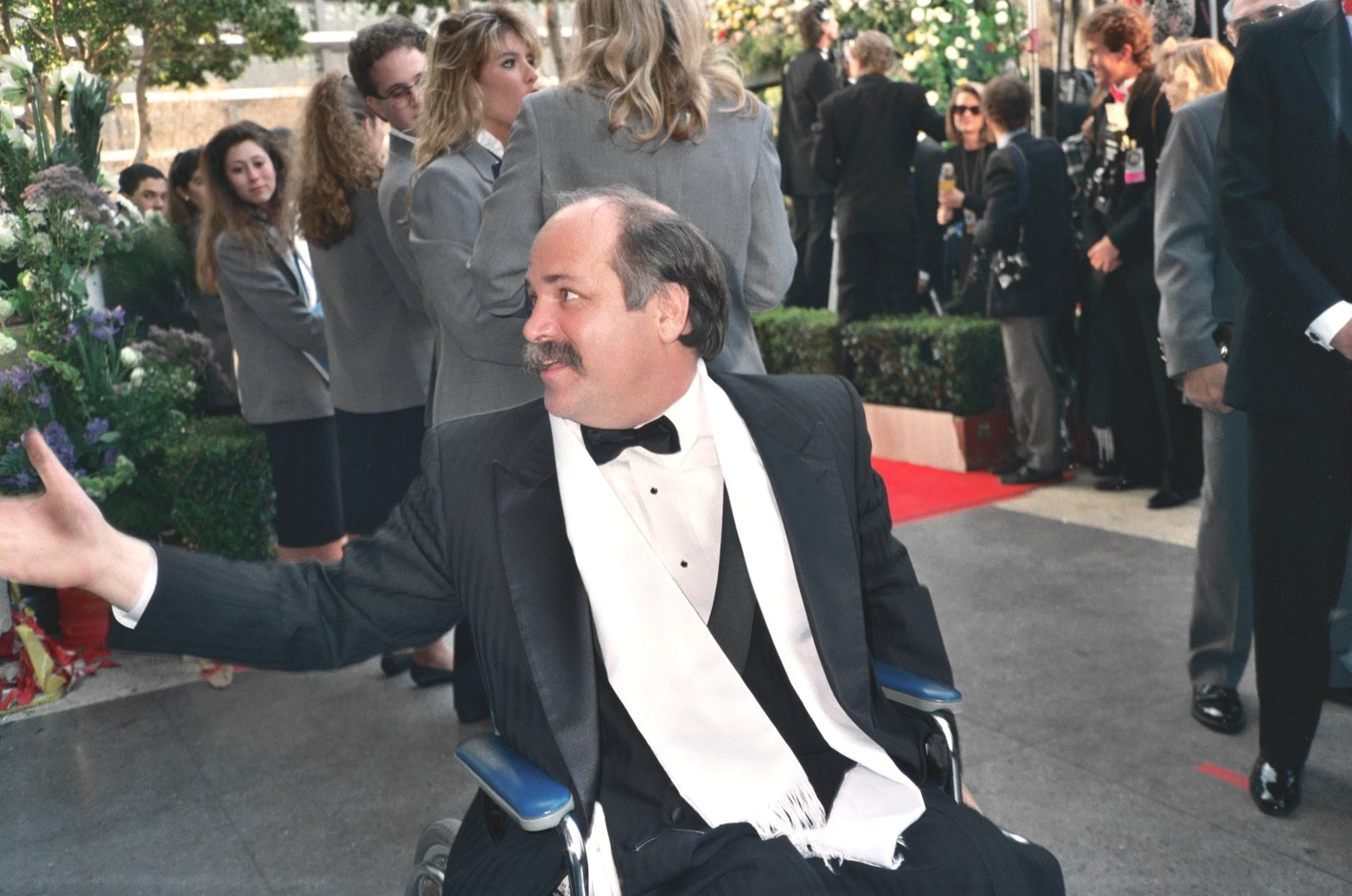
Kovic ai Premi Oscar 1990

Tornato in patria dopo la guerra e congedato con onore, Kovic si ritrova a confrontarsi con le difficoltà di reinserimento nella vita civile e con il proprio handicap, che sembra non interessare nessuno. Soffre di incubi, depressione e alcolismo.
Dopo una lunga crisi di coscienza, e in contrasto con quelle che erano state le sue convinzioni durante gli anni dell'adolescenza, decide di dedicarsi all'attivismo pacifista. Nel corso della sua attività ha subìto un totale di dodici arresti, nonostante sia costretto a vivere su una sedia a rotelle. La prima manifestazione contro la guerra cui partecipa è nel 1970, poco dopo la sparatoria della Kent State. In quell'occasione il suo discorso è interrotto da un allarme bomba. Nella primavera del 1971 subisce il primo arresto durante una manifestazione a Orange County, in California.
Nel 1974 Kovic capeggia un gruppo di veterani del Vietnam in uno sciopero della fame di diciassette giorni all'interno dell'ufficio del senatore di Los Angeles Alan Cranston. In seguito si reca a Belfast, in Irlanda del Nord, per trascorrere una settimana nella roccaforte cattolica di "Turf Lodge". Nel 1976, pubblica la sua autobiografia Nato il quattro luglio e diventa relatore della convention del Partito Democratico svoltasi a New York. Il 12 luglio 1977 viene arrestato durante una manifestazione di 191 studenti alla Kent State University.
Dal 1990 al 1991 Kovic partecipa a numerose manifestazioni contro la guerra del Golfo, scoppiata un anno dopo l'uscita del film Nato il quattro luglio, diretto da Oliver Stone nel 1989 e tratto dalla sua autobiografia. Dal 2003 al 2011, si oppone alla guerra in Iraq e nel mese di novembre 2003 partecipa a un ricevimento organizzato a Londra presso il municipio dal sindaco Ken Livingstone. Il giorno dopo, guida una marcia di manifestanti a Trafalgar Square contro la visita del presidente George W. Bush e la guerra in Iraq. Il 24 agosto 2008, il giorno prima della convention svoltasi a Denver in Colorado, pronuncia un discorso per poi guidare una marcia di protesta contro la guerra in Medio Oriente.

## Vita personale
Attualmente vive a Redondo Beach, in California, ama scrivere, dipingere, suonare il pianoforte e curare il giardino. Non ha figli e non si è mai sposato, sebbene abbia avuto una lunga relazione con Connie Panzarino, autrice di The Me in the Mirror. È zio della personalità di internet Adam Kovic.

## Opere
- Nato il quattro luglio (Born on the Fourth of July) (1976)